# Merilee Grindle
Merilee Grindle (* 19. Mai 1945) ist eine US-amerikanische Politikwissenschaftlerin und emeritierte Professorin der Harvard University. Ihre Forschungsinteressen gelten der Reformpolitik in Entwicklungsländern mit Schwerpunkt Lateinamerika. 2013/14 amtierte sie als Präsidentin der Latin American Studies Association.
Grindle machte 1967 das Bachelor-Examen mit dem Hauptfach Politikwissenschaft am Wellesley College. Danach ging sie für zwei Jahre als Peace Corps Volunteer in die Dominikanische Republik und war im Gesundheitsprogrammen für Mütter und Kinder tätig. 1970/71 war sie Sozialkundelehrerin in einem zweisprachigen Bildungsprogramm in New Bedford (Massachusetts). 1973 machte sie den Master-Abschluss (Politikwissenschaft) an der Brown University und 1976 wurde sie am Massachusetts Institute of Technology zur Ph.D. promoviert. Bis 1981 war sie anschließend Assistant Professor am Wellesley College. Von 1981 bis 1983 folgte eine Tätigkeit als wissenschaftliche Mitarbeiterin an der Brown University. Seit 1984 ist Grindle an der Harvard University, seit 1994 als Edward S. Mason Professor of International Development. Zudem ist sie Direktorin des dortigen
David Rockefeller Center for Latin American Studies.

## Schriften (Auswahl)
- In the Shadow of Quetzalcoatl: Zelia Nuttall and the Search for Mexico’s Ancient Civilizations. Harvard University Press, Cambridge 2023, ISBN 978-0-674-27833-2.
- Jobs for the boys. Patronage and the state in comparative perspective. Harvard University Press, Cambridge (Mass.) 2012, ISBN 978-0-67406-570-3.
- Going local. Decentralization democratization and the promise of good governance. Princeton University Press, Princeton 2007, ISBN 069112907X.
- Despite the odds. The contentious politics of education reform. Princeton University Press, Princeton 2004, ISBN 0691117993.
- Audacious reforms. Institutional invention and democracy in Latin America. Johns Hopkins University Press, Baltimore 2000, ISBN 0801864208.
- Searching for rural development. Labor migration and employment in Mexico. Cornell University Press, Ithaca 1988, ISBN 0801421098.
- Challenging the state. Crisis and innovation in Latin America and Africa. Cambridge University Press, Cambridge/New York 1996, ISBN 0521551064.
- State and countryside. Development policy and agrarian politics in Latin America. Johns Hopkins University Press, Baltimore 1986, ISBN 0801832780.